# Mikrobus

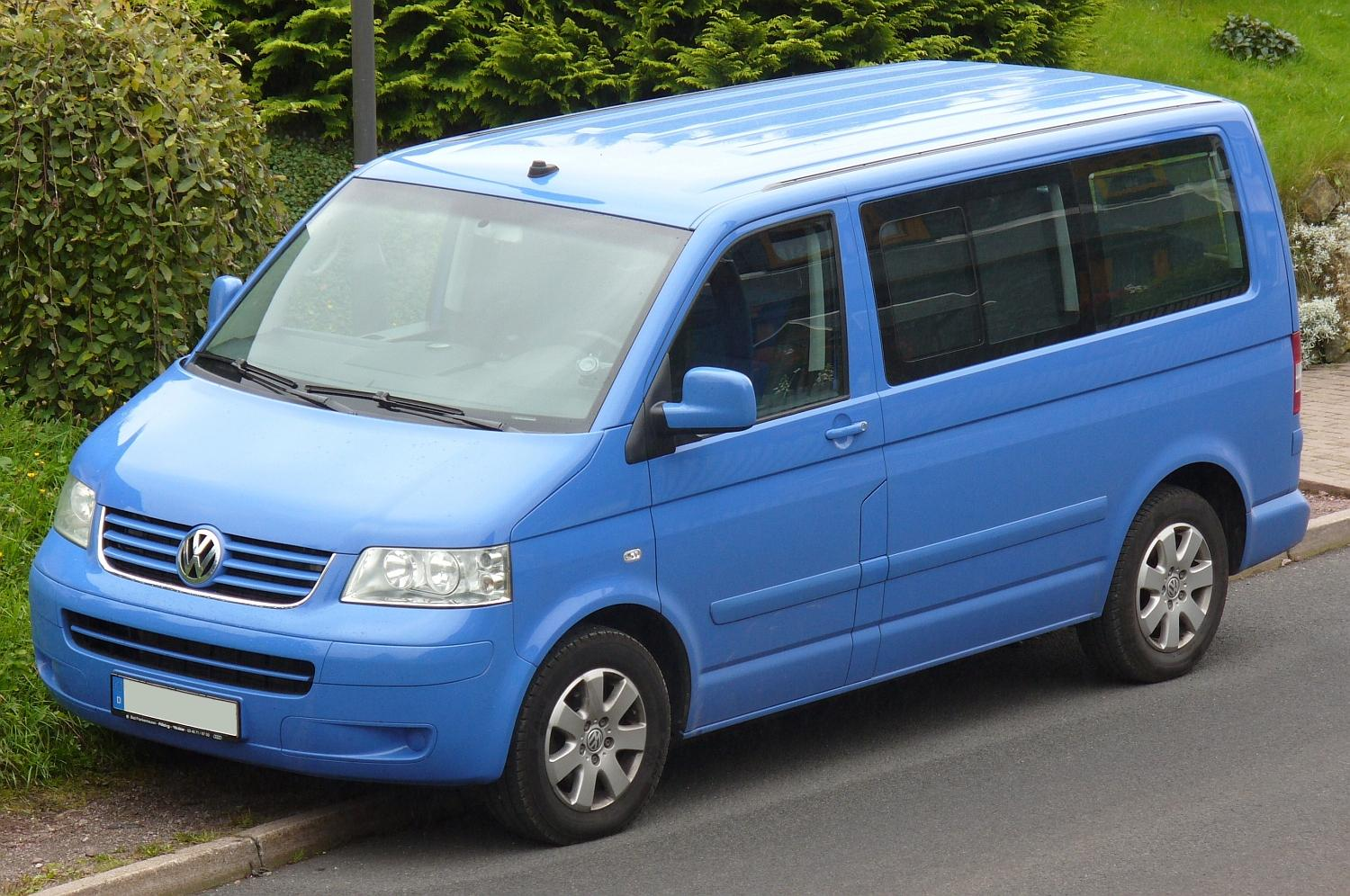
Mikrobus na bázi VW Transporter T5

Mikrobus je v českém prostředí nejčastěji neoficiální označení pro silniční motorové vozidlo, které je určeno k přepravě až 8 osob (řidiče nepočítaje), tedy podle oficiálních klasifikací patří ještě mezi osobní automobily (kategorie M1), ačkoliv počtem přepravovaných osob i konstrukcí již vybočuje z běžné představy osobního automobilu. Výhodou oproti minibusům je zejména to, že k jeho řízení postačuje řidičské oprávnění skupiny B, které vlastní velká část populace. Podobně jako většina minibusů jsou mikrobusy většinou konstrukčními modifikacemi dodávkových automobilů s karosérií typu kombi. Neplatí ovšem pro ně za standardních okolností výjimky z dopravního značení „mimo bus“ a zastavení na zastávkách autobusů je také vyloučeno dle zákona.
Mezi mikrobusy s obsaditelností do 8 osob patří například vozidla na bázi VW Transporter, Ford Transit, Mercedes-Benz Viano, Mercedes-Benz Vito.
Někdy jsou však jako mikrobusy označovány i malé minibusy pro více než 8 cestujících, spadající oficiálně již do kategorie autobusů, (například Mercedes-Benz Sprinter, Iveco Daily atd.). Rovněž v řadě evropských zemí (Rusko, Ukrajina, Litva, Lotyšsko, Polsko, ale i Španělsko a Portugalsko) je „mikrobus“ či „mikroautobus“ označení pro minibusy.  

## Historie mikrobusů
První mikrobusy se objevily ve 40. a 50. letech 20. století, kdy výrobci začali upravovat dodávkové vozy pro přepravu osob. Jedním z prvních sériově vyráběných modelů byl Volkswagen Transporter T1, který byl oficiálně představen 12. listopadu 1949. Tento model, známý také pod označením „Bulli“, se stal populárním zejména mezi malými podnikateli, cestovateli a později i v hnutí Hippies.
V 60. a 70. letech se mikrobusy rozšířily do komerční sféry a začaly být stále více využívány nejen pro osobní dopravu, ale také jako sanitky, policejní vozy a speciální služby. Významným krokem byl vývoj modelů s delší karoserií a modulárními interiéry, což umožnilo větší variabilitu uspořádání sedadel a zavazadlového prostoru.
V 80. a 90. letech se mikrobusy začaly více přibližovat běžným osobním automobilům z hlediska výbavy, bezpečnosti a komfortu. Automobilky jako Mercedes-Benz, Ford, Renault nebo Toyota rozšířily své nabídky o modernější modely s klimatizací, lepšími pohonnými jednotkami a vylepšeným zavěšením kol, čímž se zvýšila jejich jízdní stabilita.
Od 21. století se mikrobusy stávají stále sofistikovanějšími. Díky pokročilým asistenčním systémům, hybridním, elektrickým a vodíkovým pohonům se přizpůsobují současným požadavkům na ekologii a bezpečnost. Vývoj se nyní zaměřuje také na autonomní řízení, které by mohlo v budoucnu významně změnit segment osobní dopravy.

## Samořídící mikrobus
Samořídící mikrobusy využívají pokročilé senzorové a kamerové systémy spolu s umělou inteligencí k navigaci bez přímého zásahu řidiče. Jsou testovány zejména pro využití v městské a firemní dopravě. Mezi první experimentální modely patřil Olli, autonomní mikrobus vyvinutý společností Local Motors, který byl od roku 2017 testován v Berlíně ve spolupráci s Deutsche Bahn. Jeho kapacita je 8 míst a pohybuje se rychlostí kolem 9 km/h. Překážkám se neumí vyhnout – zastavuje před nimi. Někdy „vidí“ překážku i tam, kde žádná není.
V roce 2022 byl v Praze testován autonomní mikrobus Auve Tech, který pojme až 8 cestujících. Elektrické vozidlo bylo provozováno v areálu Výstaviště v Holešovicích, kde přepravovalo cestující. Mikrobus byl vybaven radary a senzory pro navigaci, přičemž jeho provoz monitoroval operátor s možností manuálního zásahu.
S dalším technologickým vývojem se očekává širší nasazení autonomních mikrobusů, zejména v oblasti městské hromadné dopravy, firemních areálů a letištních transferů.